# Tamiłła Abasowa
Tamiłła Raszydowna Abasowa (ros. Тамилла Рашидовна Абасова, ur. 19 grudnia 1982 w Moskwie) – rosyjska kolarka torowa, wicemistrzyni świata oraz wicemistrzyni olimpijska.

## Kariera
Pierwszy sukces Tamiłła Abasowa osiągnęła w 1999 roku, kiedy na mistrzostwach świata juniorów zdobyła srebrny medal w sprincie indywidualnym. W latach 2001–2004 zdobyła dziewięć medali mistrzostw Europy U-23, w tym siedem złotych: na 500 m i w sprincie (2002, 2003 i 2004) oraz w keirinie (2003). W 2004 roku brała również udział w igrzyskach olimpijskich w Atenach, gdzie zdobyła srebrny medal w sprincie, ulegając tylko Kanadyjce Lori-Ann Muenzer. Na rozgrywanych rok później mistrzostwach świata w Los Angeles Abasowa także była druga w tej konkurencji, tym razem lepsza była Brytyjka Victoria Pendleton.